# Blighia welwitschii
Blighia welwitschii là một loài thực vật có hoa trong họ Bồ hòn. Loài này được (Hiern) Radlk. mô tả khoa học đầu tiên năm 1933.